# 天大将军增八
三角座14，又名BD+35 497，HD 15656、SAO 55635、HR 736，是三角座的一颗恒星，视星等为5.15，位于銀經144.74，銀緯-22.43，其B1900.0坐标为赤經2h 25m 59.8s，赤緯+35° -22.43′ 14″。